# Giovanni Spadolini
Giovanni Spadolini (Florença, 21 de junho de 1925 — 6 de agosto de 1994) foi um jornalista e político italiano.

## Biografia
Nascido em Firenze em 21 de junho de 1925, foi jornalista (diretor do Corriere della Sera de 1968 até 1972), presidente da Universidade Luigi Bocconi de Milão e várias vezes ministro. Ocupou tambèm o cargo de primeiro-ministro da Itália em dois governos.
De 2 de julho de 1987 até 14 de abril de 1994 foi presidente do Senado da República.
Recebeu o Doutoramento Honoris Causa da Universidade de Coimbra em 1992.

### Senador vitalício
Em 1991 foi nomeado, pelo presidente Francesco Cossiga, Senador vitalício, cargo que manteve até à sua morte, ocorrida em 4 de agosto de 1994.

## Outras imagens

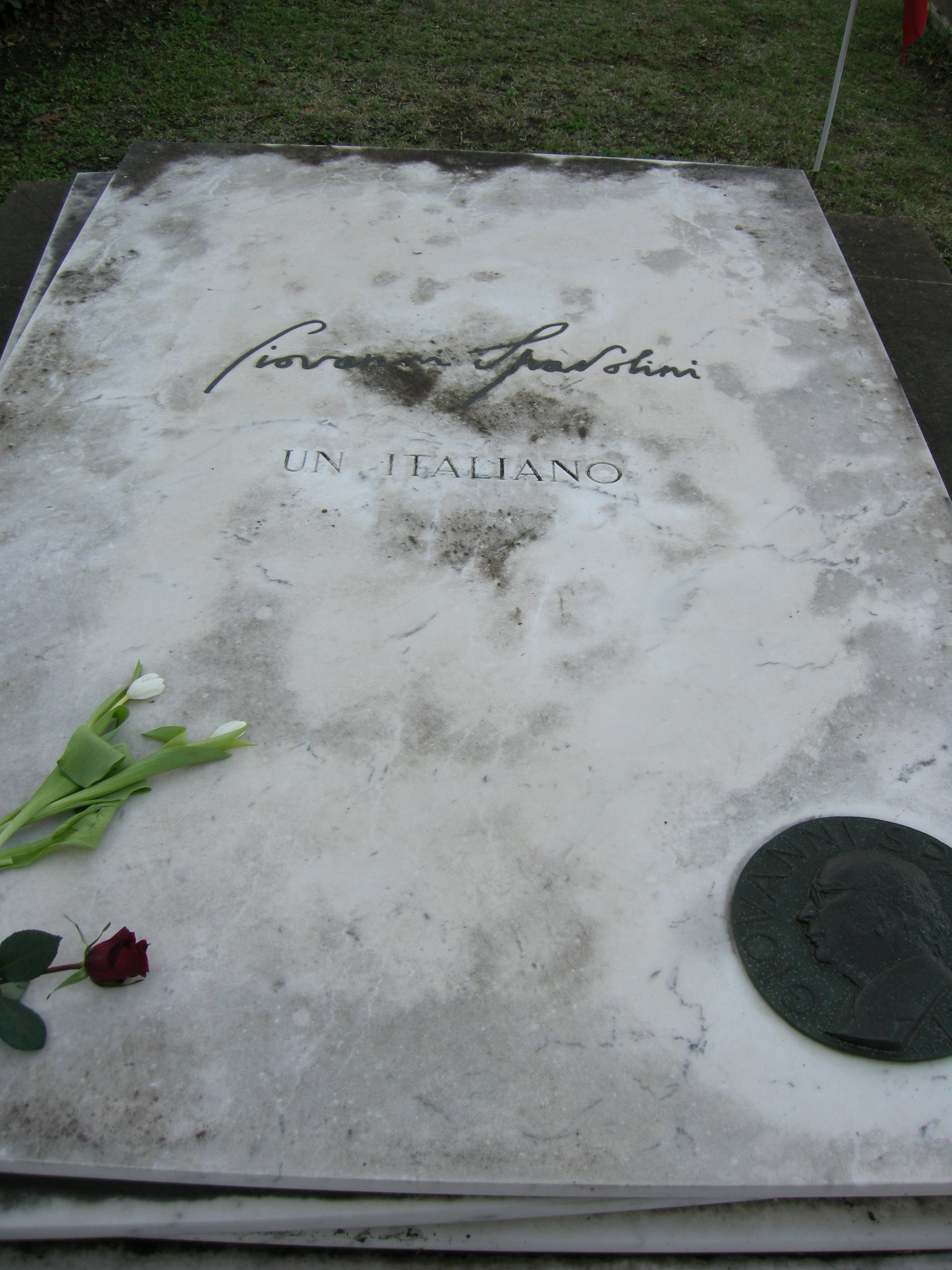
O tumulo de Giovanni Spadolini no Cimitero delle Porte Sante em Florença

## Livros
- Sorel, a cura di, Firenze, L'arco, 1947.
- Il 48. Realtà e leggenda di una rivoluzione, Firenze, L'arco, 1948.
- Ritratto dell'Italia moderna ('700-'900), Firenze, Vallecchi, 1948.
- Lotta sociale in Italia, Firenze, Vallecchi, 1948.
- Il papato socialista, Milano, Longanesi, 1950; 1964.
- L'opposizione cattolica da Porta Pia al '98. Firenze, Vallecchi, 1954; 1955; 1961; Firenze, Le Monnier, 1972.
- Giolitti e i cattolici (1901-1914). Con documenti inediti, Firenze, Le Monnier, 1960; 1970.
- I radicali dell'Ottocento. Da Garibaldi a Cavallotti, Firenze, Le Monnier, 1960; 1963; 1972; 1982.
- I Repubblicani dopo l'Unità, Firenze, Le Monnier, 1960; 1963; 1972; 1980; 1984.
- Oriani, a cura di, Faenza, Lega, 1960.
- Un dissidente del Risorgimento. Giuseppe Montanelli, Firenze, Le Monnier, 1962.
- Carducci e Croce, a cura di, Bologna, Poligrafici il resto del carlino, 1966.
- Firenze capitale. Con documenti inediti e un'appendice di saggi su Firenze nell'Unità, Firenze, Le Monnier, 1966.
- Tre maestri. Croce, Einaudi, De Gasperi, Roma, Unione italiana per il progresso della cultura, 1966.
- I secoli. Corso di storia e di educazione civica per la scuola media, con Roberto Zampilloni, 3 voll., Firenze, Le Monnier, 1967.
- Il mondo di Giolitti, Firenze, Le Monnier, 1969.
- Il Tevere più largo, Napoli, Morano, 1967; Milano, Longanesi, 1970.
- Il venti settembre nella storia d'Italia, Roma, Nuova Antologia, 1970.
- Autunno del Risorgimento, Firenze, Le Monnier, 1971.
- Gli uomini che fecero l'Italia, 2 voll., Milano, Longanesi, 1972; 1990; 1993.
- Il cardinale Gasparri e la questione romana. Con brani delle memorie inedite, a cura di, Firenze, Le Monnier, 1972.
- Le due Rome. Chiesa e Stato fra '800 e '900, Firenze, Le Monnier, 1973.
- Una battaglia per l'Università, Roma, Edizioni della você, 1974.
- Beni culturali. Diario interventi leggi, Firenze, Vallecchi, 1976.
- Cultura e politica. Gobetti, Albertini e altri saggi, Roma, Edizioni della você, 1976.
- La questione del Concordato. Con i documenti inediti della commissione Gonella, Firenze, Le Monnier, 1976.
- Firenze mille anni, Firenze, Le Monnier, 1977.
- Diario del dramma Moro, marzo-maggio 1978. I cinquantaquattro giorni che hanno cambiato l'Italia, Firenze, Le Monnier, 1978.
- Per la riforma dell'università. Diario di un anno e mezzo, febbraio 1977-ottobre 1978, Firenze, Le Monnier, 1978.
- L'Italia della ragione. Lotta politica e cultura nel Novecento, Firenze, Le Monnier, 1978.
- Da Moro a La Malfa. Marzo 1978 - marzo 1979, diario della crisi italiana, Firenze, Vallecchi, 1979.
- Firenze capitale. Gli anni di Ricasoli, Firenze, Le Monnier, 1979. ISBN 88-00-87885-7.
- I giorni difficili della pubblica istruzione. Diario di un'esperienza ministeriale. La scuola nella crisi marzo-agosto 1979, Firenze, Le Monnier, 1979.
- La revisione del Concordato. Diario di due anni (novembre 1976-dicembre 1978), Firenze, Le Monnier, 1979.
- L'ultimo La Malfa. Diario del febbraio-marzo 1979, Firenze, Le Monnier, 1979.
- Il giornalismo ieri oggi domani, Milano, P.R.S., 1979.
- Chiesa e Stato dal Risorgimento alla Repubblica, Firenze, Le Monnier, 1980.
- L'Italia dei laici. Lotta politica e cultura dal 1925 al 1980, Firenze, Le Monnier, 1980.
- Il mondo di Luigi Salvatorelli, Firenze, Le Monnier, 1980.
- Fra Carducci e Garibaldi, Firenze, Le Monnier, 1981.
- Tradizione garibaldina e storia d'Italia, Firenze, Le Monnier, 1982. ISBN 88-00-85594-6.
- Italia di minoranza. Lotta politica e cultura dal 1915 ad oggi, Firenze, Le Monnier, 1983. ISBN 88-00-85505-9; 1984. ISBN 88-00-85516-4; 1988. ISBN 88-00-85543-1.
- L'idea d'Europa fra illuminismo e romanticismo. La stagione dell'Antologia di Vieusseux, Firenze, Le Monnier, 1984. ISBN 88-00-85514-8.
- La Firenze di Gino Capponi fra restaurazione e romanticismo. Gli anni dell'Antologia, Firenze, Le Monnier, 1985. ISBN 88-00-85522-9.
- Cattolicesimo e Risorgimento, Firenze, Le Monnier, 1986. ISBN 88-00-85523-7.
- A tu per tu. Incontri con personaggi del nostro tempo, Milano, TEA, 1991. ISBN 88-7819-268-6.
- In diretta col passato. Temi e figure della storia contemporanea, Milano, TEA, 1994. ISBN 88-7819-544-8.
- Cultura e politica nel Novecento italiano, Firenze, Cassa di Risparmio di Firenze, 1994. ISBN 88-00-84058-2.
- La mia Firenze. Frammenti dell'età favolosa, Firenze, Le Monnier, 1995. ISBN 88-00-84006-X.